# Пьярио
Пьярио (итал. Piario) — коммуна в Италии, находится в регионе Ломбардия, в провинции Бергамо.
Население составляет 1060 человек (2008), плотность населения составляет 704 чел./км². Занимает площадь 1 км². Почтовый индекс — 24020. Телефонный код — 0346.
Покровителем коммуны почитается святой Антоний Великий, празднование 17 января.

## Демография
Динамика населения:

## Администрация коммуны
- Официальный сайт: http://www.comune.piario.bg.it